# Lost Ark
Lost Ark es un juego de rol de acción multijugador masivo en línea (MMOARPG) de fantasía en 2,5D. Está codesarrollado por Tripod Studio y la filial de desarrollo de juegos Smilegate RPG. Fue lanzado completamente en la región de Corea del Sur el 4 de diciembre de 2019. El juego también fue lanzado en Norteamérica, Sudamérica y Europa el 11 de febrero de 2022, donde es publicado por Amazon Games. A las veinticuatro horas de su lanzamiento, se convirtió en el segundo juego más jugado en Steam.
Lost Ark ganó seis premios de juegos en varias categorías en los Korea Game Awards 2019. El desarrollo del juego costó unos 85,4 millones de dólares.

## Juego
Lost Ark se centra principalmente en el PvE y la exploración (búsqueda, caza de logros/coleccionables, elaboración, etc.), pero también cuenta con elementos de PvP. Los jugadores empiezan por personalizar su personaje, que luego pueden subir de nivel completando la historia. Llegar al nivel de combate 50 desbloquea el acceso a contenido y mazmorras con jefes (raids) de endgame.
No confundir nivel de combate, que es el nivel general de los personajes (máximo nivel 60), con item level (ilvl) o nivel de objeto, que es otro tipo de nivel importante que tiene el juego. Este último se va subiendo a medida que se avanza en el contenido y se suben de nivel las armaduras y armas, para mejorarlas.

## Desarrollo
El desarrollo de Lost Ark comenzó en 2011 bajo el nombre en clave de Project T.
El juego utiliza el motor Unreal Engine 3 para renderizar los personajes en 3D en un entorno isométrico. Es comaptible con DirectX 9 y DirectX 11.

### Lanzamiento
Lost Ark fue lanzado completamente en la región de Corea del Sur el 4 de diciembre de 2019. Es en beta abierta en la región rusa, y abrir para inscripción de beta cerrada en Japón cuando del 25 de junio de 2020.
El juego se lanzó el 11 de febrero de 2022 como un título free-to-play con servidores en los continentes de Norteamérica, Sudamérica y Europa. Los usuarios que compraron por adelantado uno de los cuatro paquetes de fundador pudieron jugar 3 días antes, el 8 de febrero de 2022. El juego no está disponible en Bélgica y los Países Bajos debido a la incompatibilidad de algunos de sus sistemas de recompensa en el juego con su legislación de cajas de botín.

## Recepción
Lost Ark recibió críticas "generalmente favorables" según el agregador de críticas Metacritic.
PC Magazine alabó el combate de Lost Ark, escribiendo: "Las habilidades se ven bien, suenan lo suficientemente potentes y se sienten muy bien al usarlas. No puedes evitar sentirte como un dios del combate cuando te lanzas en picado contra una multitud y haces estallar a los monstruos de carne en pedazos". A pesar de disfrutar de algunos de los minijuegos, a Rock Paper Shotgun no le gustó la estructura del juego y consideró que, en comparación con otros MMO, Lost Ark tenía poco que ofrecer: "Algunos pueden disfrutar de las tareas, el progreso gradual de la barra de EXP y el atractivo de las brillantes recompensas de botín... Sin embargo, no hay nada que haya visto hasta ahora en las misiones y la progresión del juego que lo haga destacar sobre la competencia". A PC Gamer le gustaron las habilidades de combate, pero criticó la historia: "Lost Ark puede ser una aventura cautivadora, por lo que es una pena que la historia principal no sea tan atractiva. El elenco central de personajes es un carrusel en gran medida unidimensional de héroes y villanos agotadoramente nobles".